# Einwohnerentwicklung von Bonn
Dieser Artikel gibt die Einwohnerentwicklung von Bonn tabellarisch wieder.
Am 31. Dezember 2020 betrug die „Amtliche Einwohnerzahl“ von Bonn nach der Statistikstelle der Bundesstadt Bonn 333.794 (nur Hauptwohnsitze) unter Einbeziehung der Personen mit Nebenwohnsitz betrug die Brutto-Bevölkerungszahl zum Stichtag insgesamt 341.059.

## Einwohnerentwicklung
In der römischen Siedlung Vicus Bonnensis lebten schon im 2. und 3. Jahrhundert schätzungsweise bis zu 10.000 Menschen. Nach dem Frankeneinfall im Jahre 274 sank die Bedeutung des Ortes. Im Mittelalter hatte Bonn nur wenige tausend Einwohner, die Bevölkerungszahl wuchs nur langsam und ging durch die zahlreichen Kriege, Seuchen und Hungersnöte immer wieder zurück. Mit dem Status als Residenzstadt der Kölner Kurfürsten ab 1597 beschleunigte sich das Bevölkerungswachstum. Die Einwohnerzahl stieg von 4.000 im Jahre 1620 auf 13.000 im Jahre 1784.
Nach der Eroberung durch französische Truppen 1794 verließen mit dem Kurfürsten die meisten Angehörigen des Hofes und mit ihnen eine große Zahl von Bewohnern die Stadt. Außerdem wurde die noch junge Universität geschlossen. Die Einwohnerzahl fiel bis 1808 auf 8.219. Erst mit dem Beginn der Industrialisierung im 19. Jahrhundert wuchs die Bevölkerung der Stadt wieder schneller. Lebten 1834 erst 12.542 Menschen in der Stadt, so waren es 1900 bereits 50.000.
Am 1. April 1904 erfolgte die Eingliederung von Dottendorf (1895 = 1.027 Einwohner), Endenich (1895 = 3.862 Einwohner), Kessenich (1895 = 4.579 Einwohner) und Poppelsdorf (1895 = 6.773 Einwohner) in den Stadtkreis Bonn. Bei der Volkszählung vom 1. Dezember 1905 wurden 81.996 Personen ermittelt. Im Jahre 1934 überschritt die Bevölkerungszahl der Stadt Bonn die Grenze von 100.000, wodurch sie zur Großstadt wurde.
Deutlich sichtbar sind die Auswirkungen des Zweiten Weltkrieges. Als am 9. März 1945 mit dem Einmarsch US-amerikanischer Truppen für Bonn der Krieg beendet war, lagen 30 Prozent der Häuser in Trümmern und mehr als 4.000 Bonner hatten infolge von Bombenangriffen oder als Soldaten bei Kampfhandlungen ihr Leben gelassen. Am 28. Mai 1945 übernahmen britische Truppen als Besatzungsarmee die Stadt. Die Einwohnerzahl sank im Verlauf des Krieges von 101.000 im Mai 1939 auf 43.000 im April 1945.
Die Rückkehr der Evakuierten und der Zustrom von Flüchtlingen und Vertriebenen aus den deutschen Ostgebieten ließ die Bevölkerungszahlen rasch ansteigen. Schon 1947 lebten in der Stadt wieder so viele Menschen wie vor dem Krieg. Durch Eingemeindungen von Bad Godesberg (1967 = 74.853 Einwohner), Beuel (1967 = 35.034 Einwohner) und weiterer Orte wurde die Einwohnerzahl am 1. August 1969 um 162.400 Personen auf rund 300.000 mehr als verdoppelt.
Durch den Regierungsumzug kam es zwischen 1992 und 1995 zu einem leichten Bevölkerungsrückgang, der aber schnell ausgeglichen wurde. 1996 wurde erstmals die Zahl von 300.000 Einwohnern überschritten. Bonn gehört zu den mittleren Großstädten und zu den zehn größten Städten in Nordrhein-Westfalen und ist ein Oberzentrum. Ende 2011 stand die Stadt mit 327.913 Einwohnern unter den deutschen Großstädten an 18., innerhalb Nordrhein-Westfalens an 9. Stelle.
Die folgende Übersicht zeigt die Einwohnerzahlen nach dem jeweiligen Gebietsstand. Bis 1815 handelt es sich meist um Schätzungen, danach um Volkszählungsergebnisse (¹) oder amtliche Fortschreibungen der Stadtverwaltung (bis 1970) und des Statistischen Landesamtes (ab 1971). Die Angaben beziehen sich ab 1834 auf die „Zollabrechnungsbevölkerung“, ab 1871 auf die „Ortsanwesende Bevölkerung“, ab 1925 auf die Wohnbevölkerung und seit 1987 auf die „Bevölkerung am Ort der Hauptwohnung“. Vor 1871 wurde die Einwohnerzahl nach uneinheitlichen Erhebungsverfahren ermittelt.

### Von 1620 bis 1870
(jeweiliger Gebietsstand)
| Jahr/Datum | Einwohner |
| ---------- | --------- |
| 1620       | 4.500     |
| 1720       | 6.535     |
| 1732       | 8.015     |
| 1760       | 13.500    |
| 1784       | 12.644    |
| 1790       | 10.487    |
| 1798       | 8.837     |
| 1808       | 8.219     |

| Datum             | Einwohner |
| ----------------- | --------- |
| 1815              | 9.311     |
| 1. Dezember 1816¹ | 9.926     |
| 1. Dezember 1817¹ | 10.970    |
| 1. Dezember 1831¹ | 12.763    |
| 3. Dezember 1834¹ | 12.542    |
| 3. Dezember 1840¹ | 15.050    |
| 3. Dezember 1843¹ | 16.086    |
| 3. Dezember 1846¹ | 17.223    |

| Datum             | Einwohner |
| ----------------- | --------- |
| 3. Dezember 1849¹ | 17.688    |
| 3. Dezember 1852¹ | 18.439    |
| 3. Dezember 1855¹ | 18.816    |
| 3. Dezember 1858¹ | 18.977    |
| 3. Dezember 1861¹ | 19.996    |
| 3. Dezember 1864¹ | 22.492    |
| 3. Dezember 1867¹ | 23.801    |

¹ Volkszählungsergebnis

### Von 1871 bis 1944
(jeweiliger Gebietsstand)
| Datum             | Einwohner |
| ----------------- | --------- |
| 1. Dezember 1871¹ | 26.030    |
| 1. Dezember 1875¹ | 28.075    |
| 1. Dezember 1880¹ | 31.500    |
| 1. Dezember 1885¹ | 35.989    |
| 1. Dezember 1890¹ | 39.805    |
| 2. Dezember 1895¹ | 44.558    |
| 1. Dezember 1900¹ | 50.736    |
| 31. Dezember 1901 | 51.063    |
| 31. Dezember 1902 | 53.023    |
| 31. Dezember 1903 | 54.787    |
| 31. Dezember 1904 | 78.342    |
| 1. Dezember 1905¹ | 81.996    |
| 31. Dezember 1906 | 82.521    |
| 31. Dezember 1907 | 84.886    |
| 31. Dezember 1908 | 87.668    |

| Datum             | Einwohner |
| ----------------- | --------- |
| 31. Dezember 1909 | 89.694    |
| 1. Dezember 1910¹ | 87.978    |
| 1. Dezember 1916¹ | 83.778    |
| 5. Dezember 1917¹ | 86.412    |
| 8. Oktober 1919¹  | 91.410    |
| 31. Dezember 1919 | 92.177    |
| 31. Dezember 1920 | 93.806    |
| 31. Dezember 1921 | 93.448    |
| 31. Dezember 1922 | 92.778    |
| 31. Dezember 1923 | 90.502    |
| 31. Dezember 1924 | 90.879    |
| 16. Juni 1925¹    | 90.249    |
| 31. Dezember 1925 | 90.529    |
| 31. Dezember 1926 | 91.505    |
| 31. Dezember 1927 | 92.719    |

| Datum             | Einwohner |
| ----------------- | --------- |
| 31. Dezember 1928 | 92.693    |
| 31. Dezember 1929 | 92.098    |
| 31. Dezember 1930 | 92.124    |
| 31. Dezember 1931 | 91.135    |
| 31. Dezember 1932 | 91.828    |
| 16. Juni 1933¹    | 98.659    |
| 31. Dezember 1933 | 99.210    |
| 31. Dezember 1934 | 100.073   |
| 31. Dezember 1935 | 100.904   |
| 31. Dezember 1936 | 102.080   |
| 31. Dezember 1937 | 102.526   |
| 31. Dezember 1938 | 101.500   |
| 17. Mai 1939¹     | 100.788   |
| 31. Dezember 1940 | 101.500   |

¹ Volkszählungsergebnis
Quelle: Stadt Bonn

### Von 1945 bis 1989
(jeweiliger Gebietsstand)
| Datum               | Einwohner |
| ------------------- | --------- |
| 30. April 1945      | 43.000    |
| 31. Dezember 1945   | 91.332    |
| 29. Oktober 1946¹   | 94.694    |
| 31. Dezember 1946   | 99.098    |
| 31. Dezember 1947   | 103.437   |
| 13. September 1950¹ | 115.394   |
| 31. Dezember 1951   | 125.602   |
| 31. Dezember 1952   | 130.091   |
| 31. Dezember 1953   | 135.373   |
| 25. September 1956¹ | 136.031   |
| 6. Juni 1961¹       | 143.850   |
| 31. Dezember 1961   | 143.961   |
| 31. Dezember 1962   | 143.763   |
| 31. Dezember 1963   | 142.577   |

| Datum             | Einwohner |
| ----------------- | --------- |
| 31. Dezember 1964 | 141.308   |
| 31. Dezember 1965 | 139.791   |
| 31. Dezember 1966 | 136.252   |
| 31. Dezember 1967 | 136.252   |
| 31. Dezember 1968 | 134.740   |
| 31. Dezember 1969 | 299.376   |
| 27. Mai 1970¹     | 274.518   |
| 31. Dezember 1970 | 275.722   |
| 31. Dezember 1971 | 278.778   |
| 31. Dezember 1972 | 281.089   |
| 31. Dezember 1973 | 283.260   |
| 31. Dezember 1974 | 283.891   |
| 31. Dezember 1975 | 283.711   |
| 31. Dezember 1976 | 284.957   |

| Datum             | Einwohner |
| ----------------- | --------- |
| 31. Dezember 1977 | 284.003   |
| 31. Dezember 1978 | 285.138   |
| 31. Dezember 1979 | 286.184   |
| 31. Dezember 1980 | 288.148   |
| 31. Dezember 1981 | 291.464   |
| 31. Dezember 1982 | 293.852   |
| 31. Dezember 1983 | 291.509   |
| 31. Dezember 1984 | 291.291   |
| 31. Dezember 1985 | 290.769   |
| 31. Dezember 1986 | 291.439   |
| 25. Mai 1987¹     | 276.653   |
| 31. Dezember 1987 | 278.180   |
| 31. Dezember 1988 | 282.190   |
| 31. Dezember 1989 | 287.117   |

¹ Volkszählungsergebnis
Quellen: Stadt Bonn (bis 1970), Landesbetrieb Information und Technik NRW (ab 1971)
Zum Anstieg 1968/69 siehe Bonn-Gesetz.

### Ab 1990
(jeweiliger Gebietsstand)
Zur grafischen Darstellung der Entwicklung zwischen 1990 und 2015 siehe im Abschnitt Prognosen-
| Datum             | Einwohner |
| ----------------- | --------- |
| 31. Dezember 1990 | 292.234   |
| 31. Dezember 1991 | 296.244   |
| 31. Dezember 1992 | 298.227   |
| 31. Dezember 1993 | 296.859   |
| 31. Dezember 1994 | 293.072   |
| 31. Dezember 1995 | 291.431   |
| 31. Dezember 1996 | 302.873   |
| 31. Dezember 1997 | 304.841   |
| 31. Dezember 1998 | 304.639   |
| 31. Dezember 1999 | 301.048   |
| 31. Dezember 2000 | 302.247   |
| 31. Dezember 2001 | 306.016   |

| Datum             | Einwohner |
| ----------------- | --------- |
| 31. Dezember 2002 | 308.921   |
| 31. Dezember 2003 | 311.052   |
| 31. Dezember 2004 | 311.938   |
| 31. Dezember 2005 | 312.818   |
| 31. Dezember 2006 | 314.299   |
| 31. Dezember 2007 | 316.416   |
| 31. Dezember 2008 | 317.949   |
| 31. Dezember 2009 | 319.841   |
| 31. Dezember 2010 | 324.899   |
| 31. Dezember 2011 | 327.503   |
| 31. Dezember 2012 | 309.869   |
| 31. Dezember 2013 | 311.287   |

| Datum             | Einwohner |
| ----------------- | --------- |
| 31. Dezember 2014 | 313.958   |
| 31. Dezember 2015 | 318.809   |
| 31. Dezember 2016 | 322.125   |
| 31. Dezember 2017 | 325.490   |
| 31. Dezember 2018 | 327.258   |
| 31. Dezember 2019 | 329.673   |
| 31. Dezember 2020 | 330.579   |
| 31. Dezember 2021 | 331.885   |
| 31. Dezember 2022 | 322.221   |
| 31. Dezember 2023 | 321.680   |
| 31. Dezember 2024 | 323.336   |

Quelle: Landesbetrieb Information und Technik NRW; Zensus 2011
Nach der Übernahme der Funktionen einer Bundeshauptstadt durch Berlin, ging man zunächst von einem Rückgang des Bevölkerungswachstums aus. In der Zeit als Bundesstadt konnte Bonn diese Befürchtung nicht einlösen, da zahlreiche Institutionen als Ausgleich angesiedelt wurden und ein Teil der Ministerien in Bonn verblieb. Zudem entwickelten sich auch die Studentenzahlen nach oben, die allerdings auch nicht immer am Hochschulort bei den Meldebehörden angemeldet sind oder auch nur als Zweitwohnsitz hier gemeldet sind.

## Bevölkerungsprognosen

Die beiden Bertelsmannprognosen im Vergl. zur realen Entwicklung bis 2017. Die beiden Sterne bei 2030 entsprechen den Prognosen 2009 und 2012 von IT.NRW

Der Landesbetrieb Information und Technik Nordrhein-Westfalen erstellt regelmäßig Bevölkerungsvorausberechnungen für Städte und Kreise in Nordrhein-Westfalen. Gemäß diesen Zahlen hat Bonn nach Münster das zweitgrößte Bevölkerungswachstum in Nordrhein-Westfalen und gehört zu den zehn Städten und Kreisen unter den 53, für die überhaupt ein Wachstum prognostiziert wird
| Prognose | Einwohnerzahl 2030 |
| -------- | ------------------ |
| 2009     | 353.600            |
| 2012     | 362.100            |
| 2018     | 351.801            |

In ihrem 2006 publizierten „Wegweiser Demographischer Wandel 2020“, in dem die Bertelsmann-Stiftung Daten zur Entwicklung der Einwohnerzahl von 2.959 Kommunen in Deutschland liefert, wird für Bonn ein Anstieg der Bevölkerung zwischen 2003 und 2020 um 4,5 Prozent (13.905 Personen) vorausgesagt.
Absolute Bevölkerungsentwicklung 2012–2030 – Prognose für Bonn (Hauptwohnsitze):
Im Jahr 2011 wurde eine Nachfolgeprognose veröffentlicht. Diese sieht wie bei allen deutschen Großstädten einen höheren Bevölkerungspfad vor.
Zu beachten ist jedoch, dass gemäß ZENSUS 2011 die Einwohnerzahl Bonns mit 307.530 sehr deutlich nach unten korrigiert wurde. Folgt man der Prognose des Bundesinstituts für Bau-, Stadt- und Raumforschung (BBSR), nach der die Einwohnerzahl Bonns in der Zeit von 2012 bis 2025 um 3,3 % steigen wird, läge diese dann bei etwa rd. 318.000 (plus ca. 10.000).
| Datum             | Einwohner |
| ----------------- | --------- |
| 31. Dezember 2003 | 311.052   |
| 31. Dezember 2005 | 314.567   |
| 31. Dezember 2010 | 321.016   |
| 31. Dezember 2015 | 324.987   |
| 31. Dezember 2020 | 324.957   |

Quelle: Bertelsmann Stiftung
| Datum             | Einwohner |
| ----------------- | --------- |
| 31. Dezember 2009 | 319.500   |
| 31. Dezember 2015 | 328.340   |
| 31. Dezember 2020 | 333.160   |
| 31. Dezember 2025 | 335.440   |
| 31. Dezember 2030 | 335.170   |

Quelle: Bertelsmann-Stiftung

## Bevölkerungsstruktur
Die größten Gruppen der melderechtlich in Bonn registrierten Ausländer kamen am 31. Dezember 2019 aus Syrien (8.517), Türkei (8.288), Polen (6.981), Marokko (5.797), Russland (3.932), Italien (3.915), Iran (3.277), Spanien (2.959), Irak (2.635), Rumänien (2.309), Frankreich (2.043), Indien (1.946), China (1.946), Afghanistan (1.891), USA (1.867), Griechenland (1.695), Tunesien (1.687), Bulgarien (1.681), Kasachstan (1.645), Kosovo (1.441), das Vereinigte Königreich (1.356), Niederlande (1.231), Ukraine (1.195), Kroatien (1.189) und Portugal (1.176).
| Bevölkerung                 | Stand 31. Dezember 2006 |
| --------------------------- | ----------------------- |
| Einwohner mit Hauptwohnsitz | 314.299                 |
| davon männlich              | 150.507                 |
| weiblich                    | 163.792                 |
| Deutsche                    | 263.228                 |
| davon männlich              | 124.988                 |
| weiblich                    | 138.240                 |
| Ausländer                   | 51.071                  |
| davon männlich              | 25.519                  |
| weiblich                    | 25.552                  |
| Ausländeranteil in %        | 16,2                    |

Quelle: Landesbetrieb Information und Technik NRW

## Altersstruktur

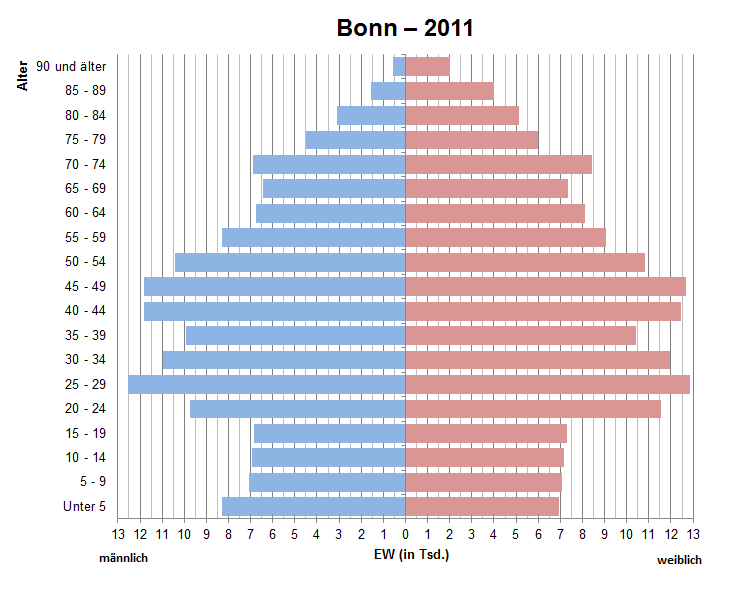
Bevölkerungspyramide für Bonn (Datenquelle: Zensus 2011.)

Die folgende Übersicht zeigt die Entwicklung der Gesamtbevölkerung und die einzelner Altersgruppen von 1990 bis 2007. Alle Daten stammen vom 31. Dezember eines jeweiligen Jahres.
| Jahr | Gesamtbevölkerung | Alter: 0 bis 14 | Alter: 15 bis 64 | Alter: ab 65 |
| ---- | ----------------- | --------------- | ---------------- | ------------ |
| 1990 | 292.234           | 38.729          | 205.199          | 48.306       |
| 1991 | 296.244           | 40.349          | 207.075          | 48.820       |
| 1992 | 298.227           | 41.606          | 207.510          | 49.111       |
| 1993 | 296.859           | 42.122          | 205.273          | 49.464       |
| 1994 | 293.072           | 42.159          | 201.417          | 49.496       |
| 1995 | 291.431           | 42.372          | 199.331          | 49.728       |
| 1996 | 302.873           | 43.871          | 208.982          | 50.020       |
| 1997 | 304.841           | 44.185          | 210.661          | 49.995       |
| 1998 | 304.639           | 44.215          | 210.566          | 49.858       |
| 1999 | 301.048           | 43.771          | 207.117          | 50.160       |
| 2000 | 302.247           | 44.151          | 207.100          | 50.996       |
| 2001 | 306.016           | 44.677          | 209.622          | 51.717       |
| 2002 | 308.921           | 45.008          | 211.328          | 52.585       |
| 2003 | 311.052           | 45.149          | 212.269          | 53.634       |
| 2004 | 311.938           | 44.866          | 212.167          | 54.905       |
| 2005 | 312.818           | 44.314          | 212.309          | 56.195       |
| 2006 | 314.299           | 44.128          | 212.808          | 57.363       |
| 2007 | 316.416           | 44.276          | 214.198          | 57.942       |

Quelle: Landesbetrieb Information und Technik NRW

## Stadtbezirke

Stadtbezirke

Die Einwohnerzahlen beziehen sich auf den 31. Dezember 2019 (Haupt- und Nebenwohnsitze). Die Fläche in km² beziehen sich auf Flächen ohne Wasser und ohne die Flächen der nicht oder nur sehr gering besiedelten Statistischen Bezirke 129 Kottenforst, 380 Siegaue und 381 Ennert.
| Name          | Fläche in km² | Einwohner- zahl | Einwohner je km² |
| ------------- | ------------- | --------------- | ---------------- |
| Bonn          | 41,9          | 155.233         | 3.717            |
| Bad Godesberg | 30,3          | 75.655          | 2.500            |
| Beuel         | 23,5          | 67.507          | 2.878            |
| Hardtberg     | 10,9          | 34.374          | 3.151            |
| Gesamt        | 106,6         | 332.769         | 3.128            |

Quelle: Stadt Bonn, Statistikstelle